# Saint-Avit (Lot-et-Garonne)
Pour les articles homonymes, voir Saint-Avit.
Saint-Avit est une commune du Sud-Ouest de la France, située dans le département de Lot-et-Garonne, en région Nouvelle-Aquitaine.

## Géographie

### Localisation
Commune située dans la région historique de Guyenne.

### Communes limitrophes
Saint-Avit est limitrophe de sept autres communes dont une par un point.
Les communes limitrophes sont Monteton, Cambes, Caubon-Saint-Sauveur, Escassefort, Lachapelle, Lévignac-de-Guyenne et Mauvezin-sur-Gupie.
| Lévignac-de-Guyenne (par un quadripoint) | Monteton    | Cambes     |
| Caubon-Saint-Sauveur                     | Saint-Avit  | Lachapelle |
| Mauvezin-sur-Gupie                       | Escassefort |            |

### Climat
Pour des articles plus généraux, voir Climat de la Nouvelle-Aquitaine et Climat de Lot-et-Garonne.
Historiquement, la commune est exposée à un climat océanique aquitain.  
En 2020, Météo-France publie une typologie des climats de la France métropolitaine dans laquelle la commune est exposée à un climat océanique et est dans la région climatique Aquitaine, Gascogne, caractérisée par une pluviométrie abondante au printemps, modérée en automne, un faible ensoleillement au printemps, un été chaud (19,5 °C), des vents faibles, des brouillards fréquents en automne et en hiver et des orages fréquents en été (15 à 20 jours).
Pour la période 1971-2000, la température annuelle moyenne est de 12,8 °C, avec une amplitude thermique annuelle de 15,2 °C. Le cumul annuel moyen de précipitations est de 807 mm, avec 11,1 jours de précipitations en janvier et 6,3 jours en juillet. Pour la période 1991-2020, la température moyenne annuelle observée sur la station météorologique la plus proche, située sur la commune de Verteuil-d'Agenais à 20 km à vol d'oiseau, est de 13,8 °C et le cumul annuel moyen de précipitations est de 821,3 mm,. Pour l'avenir, les paramètres climatiques de la commune estimés pour 2050 selon différents scénarios d’émission de gaz à effet de serre sont consultables sur un site dédié publié par Météo-France en novembre 2022.

## Urbanisme

### Typologie
Au 1er janvier 2024, Saint-Avit est catégorisée commune rurale à habitat très dispersé, selon la nouvelle grille communale de densité à sept niveaux définie par l'Insee en 2022.
Elle est située hors unité urbaine. Par ailleurs la commune fait partie de l'aire d'attraction de Marmande, dont elle est une commune de la couronne,. Cette aire, qui regroupe 48 communes, est catégorisée dans les aires de 50 000 à moins de 200 000 habitants,.

### Occupation des sols

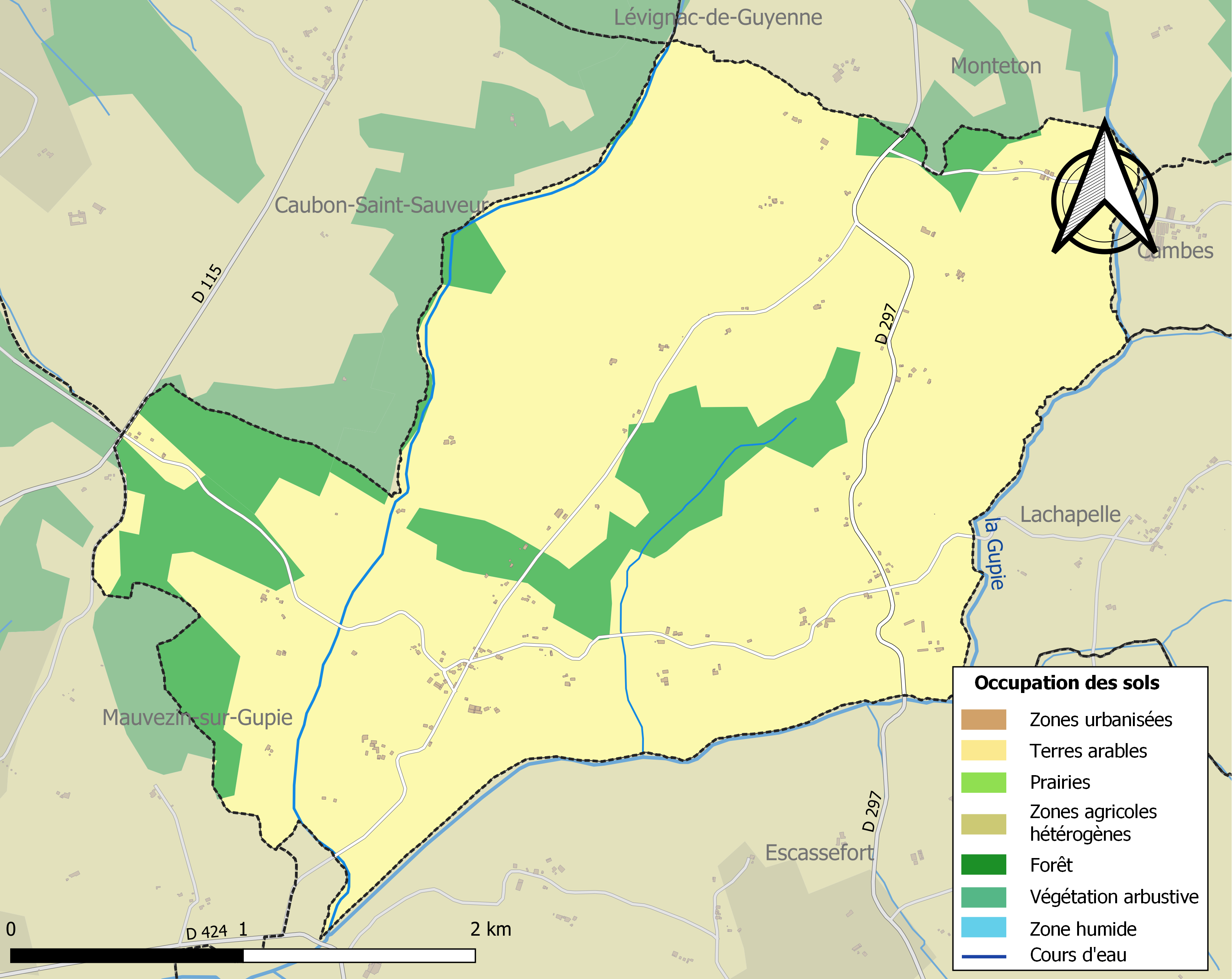
Carte des infrastructures et de l'occupation des sols de la commune en 2018 (CLC).

L'occupation des sols de la commune, telle qu'elle ressort de la base de données européenne d’occupation biophysique des sols Corine Land Cover (CLC), est marquée par l'importance des territoires agricoles (84,9 % en 2018), une proportion sensiblement équivalente à celle de 1990 (85,2 %). La répartition détaillée en 2018 est la suivante : 
terres arables (84,9 %), forêts (15,1 %). L'évolution de l’occupation des sols de la commune et de ses infrastructures peut être observée sur les différentes représentations cartographiques du territoire : la carte de Cassini (XVIIIe siècle), la carte d'état-major (1820-1866) et les cartes ou photos aériennes de l'IGN pour la période actuelle (1950 à aujourd'hui).

### Risques majeurs
Le territoire de la commune de Saint-Avit est vulnérable à différents aléas naturels : météorologiques (tempête, orage, neige, grand froid, canicule ou sécheresse), inondations, mouvements de terrains et séisme (sismicité très faible). Un site publié par le BRGM permet d'évaluer simplement et rapidement les risques d'un bien localisé soit par son adresse soit par le numéro de sa parcelle.
Certaines parties du territoire communal sont susceptibles d’être affectées par le risque d’inondation par une crue à  débordement lent de cours d'eau, notamment la Gupie. La commune a été reconnue en état de catastrophe naturelle au titre des dommages causés par les inondations et coulées de boue survenues en 1982, 1983, 1994, 1999 et 2009,.
Les mouvements de terrains susceptibles de se produire sur la commune sont des tassements différentiels.

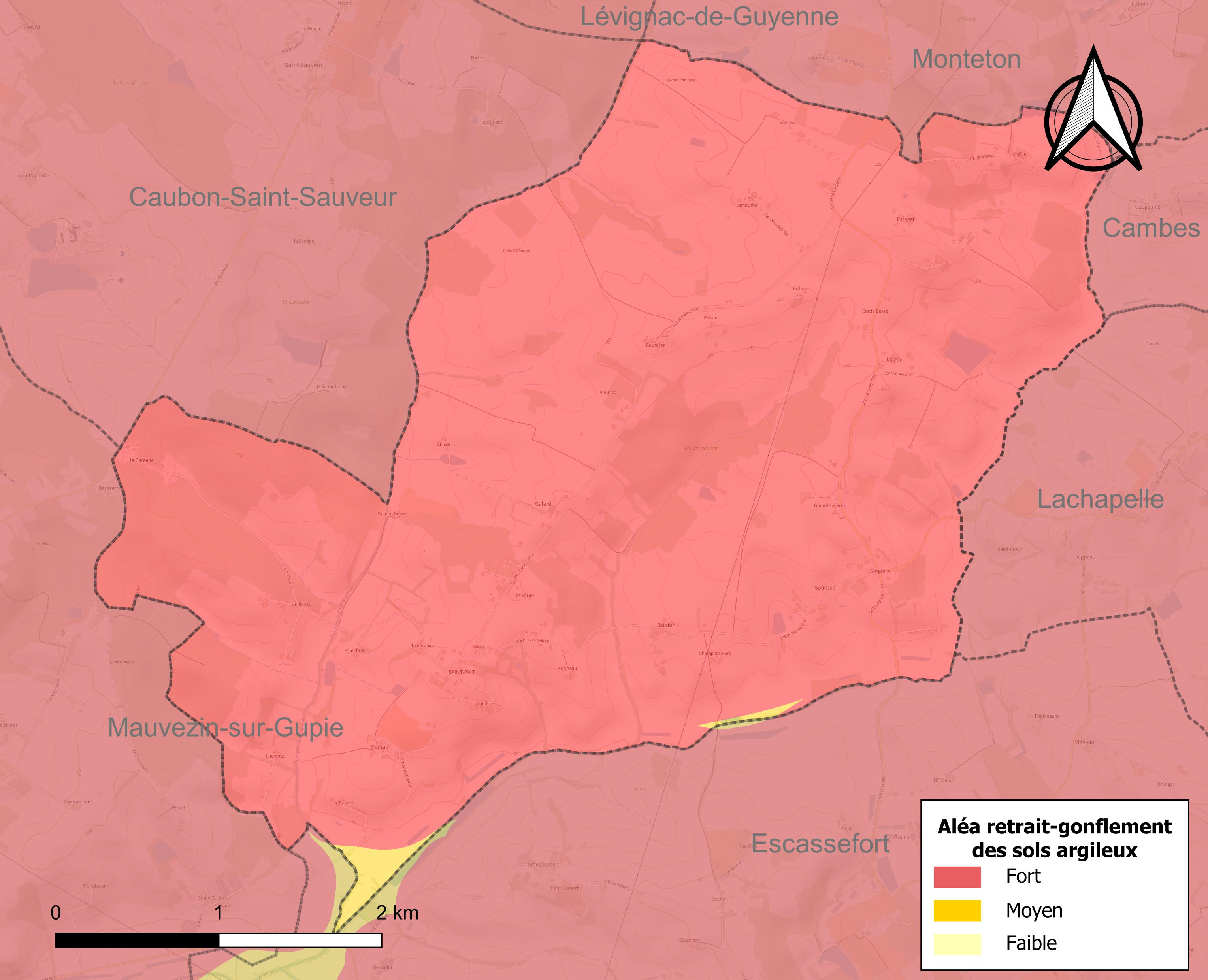
Carte des zones d'aléa retrait-gonflement des sols argileux de Saint-Avit.

Le retrait-gonflement des sols argileux est susceptible d'engendrer des dommages importants aux bâtiments en cas d’alternance de périodes de sécheresse et de pluie. La totalité de la commune est en aléa moyen ou fort (91,8 % au niveau départemental et 48,5 % au niveau national). Depuis le 1er octobre 2020, en application de la loi ELAN, différentes contraintes s'imposent aux vendeurs, maîtres d'ouvrages ou constructeurs de biens situés dans une zone classée en aléa moyen ou fort,.
Concernant les mouvements de terrains, la commune a été reconnue en état de catastrophe naturelle au titre des dommages causés par la sécheresse en 2003 et par des mouvements de terrain en 1999 et 2020.

## Toponymie
Le nom de la commune provient du nom de l’église Sancti Aviti mentionnée dans les chartes dès 1130. La dédicace de l'église serait au nom d'un saint chrétien du VIe siècle, saint Avit de Micy, ermite en Orléanais, mort en 530.

## Politique et administration
| Période                                  | Période        | Identité           | Étiquette | Qualité            |
| ---------------------------------------- | -------------- | ------------------ | --------- | ------------------ |
| Les données manquantes sont à compléter. |                |                    |           |                    |
| mars 1983                                | 2008           | Claude Vaché       |           | Retraité agricole  |
| mars 2008                                | septembre 2024 | Michel Couzigou    |           | Retraité militaire |
| 2024                                     | En cours       | Nicolas Lebedinsky |           |                    |

## Démographie
Les habitants sont appelés les Saint-Avitois.
| 1793 | 1800 | 1806 | 1821 | 1831 | 1836 | 1841 | 1846 | 1851 |
| ---- | ---- | ---- | ---- | ---- | ---- | ---- | ---- | ---- |
| 503  | 438  | 515  | 588  | 528  | 507  | 498  | 452  | 406  |

| 1856 | 1861 | 1866 | 1872 | 1876 | 1881 | 1886 | 1891 | 1896 |
| ---- | ---- | ---- | ---- | ---- | ---- | ---- | ---- | ---- |
| 397  | 400  | 396  | 361  | 366  | 303  | 315  | 273  | 274  |

| 1901 | 1906 | 1911 | 1921 | 1926 | 1931 | 1936 | 1946 | 1954 |
| ---- | ---- | ---- | ---- | ---- | ---- | ---- | ---- | ---- |
| 277  | 256  | 244  | 223  | 217  | 223  | 210  | 215  | 219  |

| 1962 | 1968 | 1975 | 1982 | 1990 | 1999 | 2004 | 2006 | 2009 |
| ---- | ---- | ---- | ---- | ---- | ---- | ---- | ---- | ---- |
| 190  | 199  | 167  | 142  | 164  | 152  | 169  | 179  | 163  |

| 2014 | 2019 | 2022 | - | - | - | - | - | - |
| ---- | ---- | ---- | - | - | - | - | - | - |
| 167  | 175  | 183  | - | - | - | - | - | - |

## Lieux et monuments
L'église paroissiale Saint-Avit de Saint-Avit était un prieuré de l'abbaye de La Sauve-Majeure, près de Bordeaux (donnée avant 1142)[réf. nécessaire]. Construite à l'origine au XIIIe siècle en style roman, elle a été fortement restaurée en style néo-gothique, au XIXe siècle, et son clocher surmonté, à la même époque, d'une flèche.

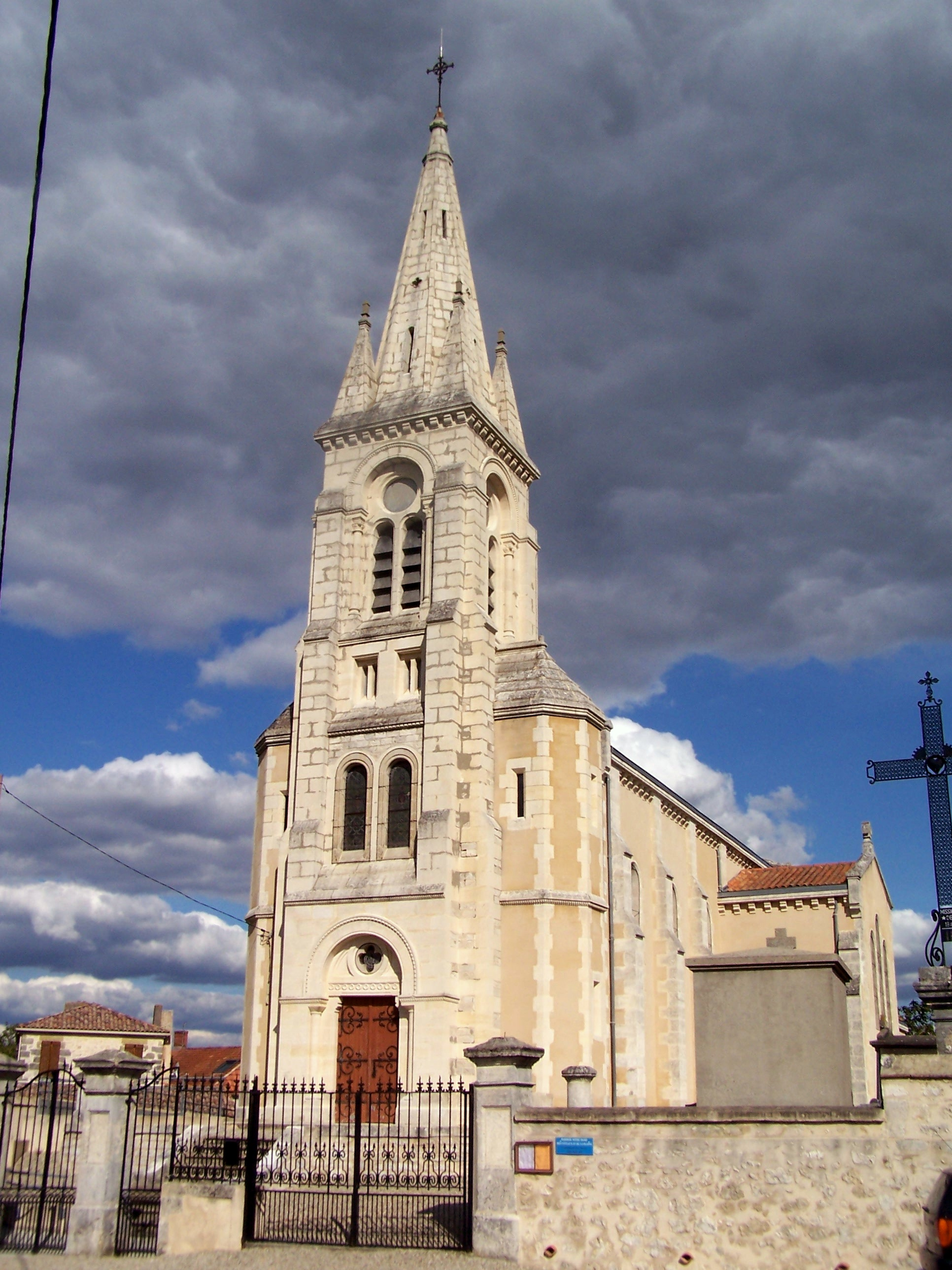
L'église Saint-Avit (septembre 2015)
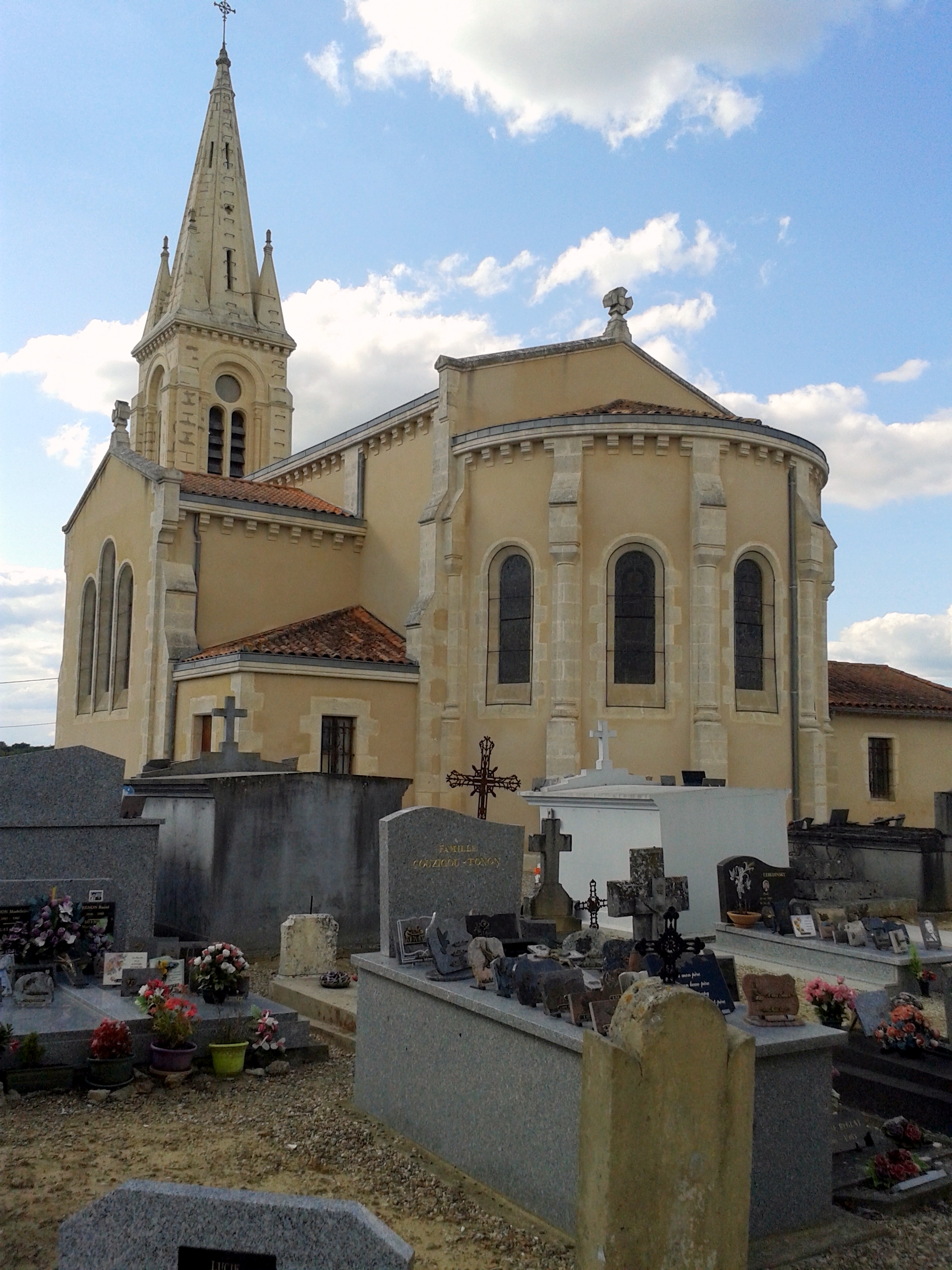
Le chevet roman de l'église (septembre 2015)
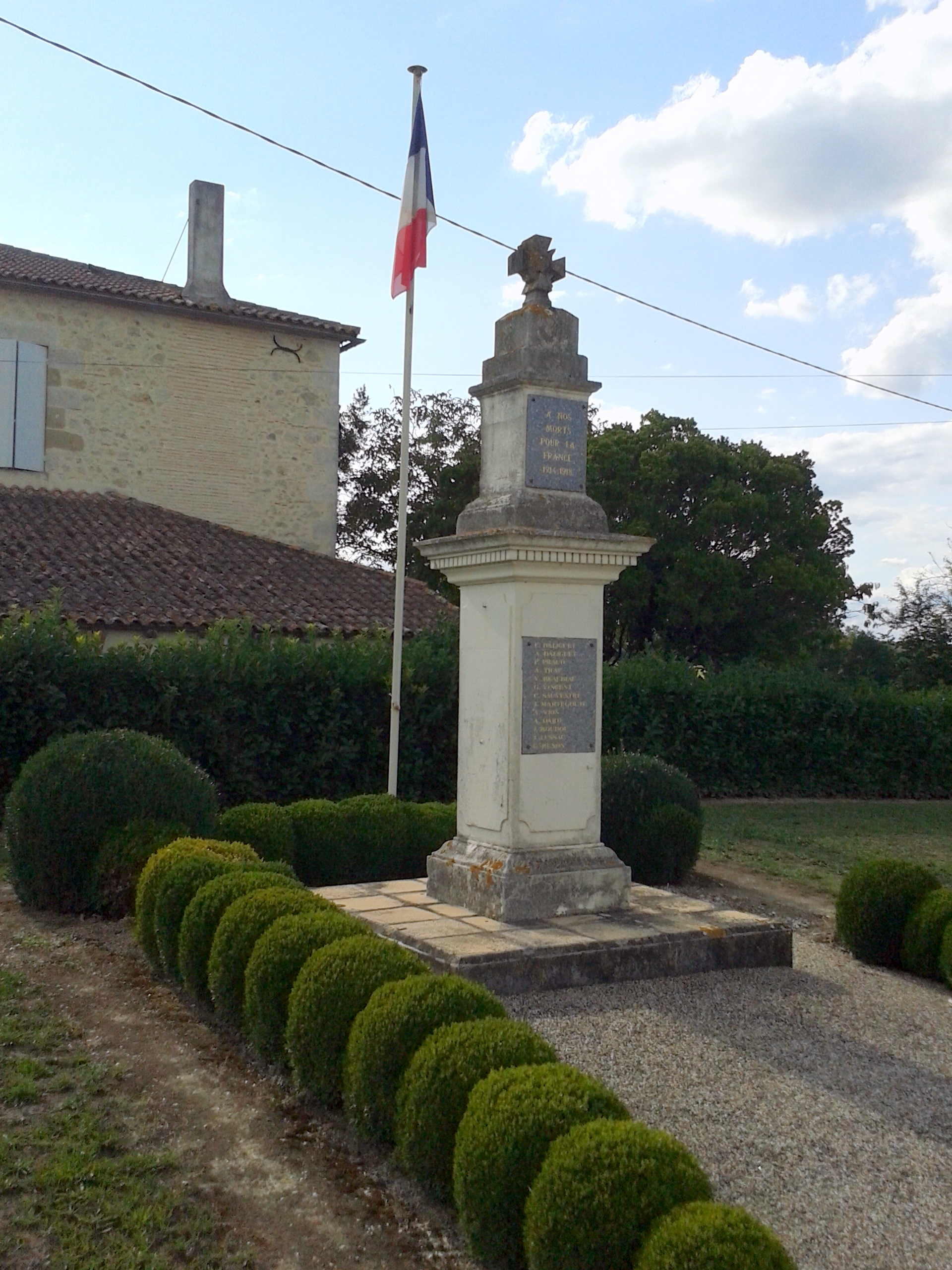
Le munument aux morts, face à l'église (septembre 2015)